# Phyllophaga prolixa
Phyllophaga prolixa är en skalbaggsart som beskrevs av Bates 1888. Phyllophaga prolixa ingår i släktet Phyllophaga och familjen Melolonthidae. Inga underarter finns listade i Catalogue of Life.